# Монастераден
Монастераден (англ. Monasteraden; ирл. Mainistir Réadáin) — деревня в Ирландии, находится в графстве Слайго (провинция Коннахт).
Население — 100 человек (по переписи 2002 года).